# Brown v. Board of Education
Brown v. Board of Education was een rechtszaak die werd uitgevochten voor het Hooggerechtshof van de Verenigde Staten in 1954; de rechters beslisten uiteindelijk dat de wettelijk vastgelegde rassenscheiding op openbare scholen niet mocht worden toegepast, omdat er geen sprake van kon zijn dat zwarten onderwijs van hetzelfde niveau zouden krijgen als de blanken wanneer zij naar speciale 'zwarte' scholen moesten. In datzelfde jaar werd hetzelfde bepaald in de zaak Bolling v. Sharpe met betrekking tot Washington D.C., dat geen staat is en dus niet onder dezelfde wetgeving valt.
In 1951 werd het schoolbestuur van Topeka in Kansas aangeklaagd door de ACLU, in naam van de zwarte scholiere Linda Brown, die anderhalve kilometer naar haar school moest lopen, terwijl zich een paar straten verderop een blanke school bevond. Haar zaak werd gesteund door de NAACP, wier werknemer Thurgood Marshall als advocaat voor Brown optrad. De districtsrechtbank stelde de schoolcommissie in het gelijk; bij het vonnis werd verwezen naar een federale uitspraak uit Plessy v. Ferguson, waarin werd besloten dat de rassenscheiding toegestaan was. Het proces uit 1954 bestond in feite uit vier verschillende aanklachten, alle gesteund door de NAACP:
- Brown vs. Board of Education (Kansas)
- Briggs v. Elliott (South Carolina)
- Davis v. County School Board of Prince Edward County (Virginia)
- Gebhart v. Belton (Delaware)

Het vonnis werd op 17 mei van dat jaar uitgesproken. Alle negen rechters waren het eens dat uit de rassenscheiding zonder twijfel ongelijkheid voortvloeide, en dus in strijd was met het veertiende amendement van de Amerikaanse Grondwet. Deze beslissing herriep een vonnis uit 1899 (Cumming v. Richmond County Board of Education), toen werd besloten dat segregratie wél grondwettelijk was. Ondanks de uitkomst van de rechtszaak leidde dit niet meteen tot desegregatie van openbare scholen of 'gemengde' restaurants of toiletten. Dit werd pas verplicht toen in 1964, oftewel nog eens tien jaar later, de Civil Rights Act werd getekend. Het vonnis betekende echter wel dat de desegregatie-beweging de steun had gekregen van de rechterlijke macht.